# Beatrice Rammstedt
Beatrice Rammstedt (* 1973) ist eine deutsche Psychologin.

## Leben
Sie studierte Psychologie an der Universität Bielefeld. Sie promovierte 2000 an der Universität Göttingen und habilitierte sich 2007 an der Universität Mannheim. Seit 2011 ist sie Professorin für Psychologische Diagnostik, Umfragedesign und Methodik an der Universität Mannheim und wissenschaftliche Leiterin der Abteilung Survey Design and Methodology bei GESIS – Leibniz-Institut für Sozialwissenschaften. Seit 2015 ist sie stellvertretende Präsidentin von GESIS. 2023 erhielt sie den Alfred-Binet-Preis.